# Iacopo II Barozzi
Iacopo II Barozzi (... – Candia, 1308) è stato un nobile italiano, signore di Santorini e Thirassia, vissuto tra il XIII e XIV secolo ai tempi della Serenissima.

## Biografia
Discendente di una celebre nobile casata del patriziato veneziano, compresa fra le dodici famiglie apostoliche, dal padre Andrea I, di cui era il primo figlio di sesso maschile, ottenne la signoria sulle isole greche di Santorino e Thirassia che il nonno Giacomo Barozzi aveva sottratto all'impero bizantino dopo il sacco di Costantinopoli.
Per la Serenissima tra la fine del 1200 e gli inizi del secolo successivo svolse diversi funzioni; lo veniamo infatti incaricato del rettorato nel dominio veneziano della Canea sull'isola di Creta, tra il 1295 e 1297 a Calcide sull'isola di Eubea in qualità di Bailo di Negroponte e nuovamente a Creta fino al 1303 col titolo di duca di Candia.
La congiuntura positiva gli permise di operare in proprio favore consentendoli di incrementare i suoi possedimenti, peraltro un tempo detenuti dal padre. Nel 1302 diviene "dominator insularum Sancte Erini et Thyrasie"  che gli consente di esercitare funzioni di governo delle due isole di Santorino e Thirassia, ormai assegnate ai veneziani tramite accordo con il basileo bizantino Andronico II Paleologo, entrando così in conflitto con Guglielmo I Sanudo, il titolare del ducato di Nasso, altrettanto interessato alla conquista di quei territori greci che arrivò a decretarne l'imprigionamento.
Solo per intercessione del Maggior Consiglio, la massima magistratura della Repubblica di Venezia, fu imposto il rilascio del prigioniero.
Durante la signoria i Veneziani risiedettero nella località del castello di Skaros a Imerovigli dove gestirono attività mercantili e trasporto di merci.
Barozzi tornò a Candia dove rimase fino al 1308 anno della scomparsa.